# Северноамериканска плоча
Северноамериканската плоча е тектонска плоча, която покрива по-голямата част от Северна Америка, Гренландия, Куба, Бахамските острови, североизточния край на Азия и части от Исландия и Азорските острови. Разпростира се на изток до Средноатлантическия хребет, а на запад до хребета Черски в североизточната част на Сибир. Плочата включва както континентална, така и океанска кора. Вътрешността на основната континентална маса включва обширно гранитно ядро, наречено кратон. По дължина на ръбовете на този кратон се намират части от материал от кората, натрупан при кратона от тектонски събития в продължение на дълъг период от време. Смята се, че голяма част от Северна Америка западно от Скалистите планини е съставена от именно такъв материал.

## Граници
Южната граница с Кокосовата плоча на запад и Карибската плоча на изток представлява трансформен разлом, намиращ се под Карибско море и Гватемала. Успоредните разломи, преминаващи през остров Испаньола и свързани с микроплочата Гонава, също са част от границата. Останалата част от южната граница, разпростираща се на изток до Средноатлантическия хребет и обозначаваща границата между Северноамериканската и Южноамериканската плочи, е смътна, но се намира на около 16° северна ширина.
На северната граница се намира продължение на Средноатлантическия хребет, наречено хребет Гакел. Останалата част от границата в крайната северозападна част на плочата стига до Сибир. Тази граница продължава от края на хребета Гакел по рифта на море Лаптеви до преходната деформационна зона в хребета Черски, а оттам по Улаханския разлом между него и Охотската плоча и накрая по Алеутската падина до края на разломната система Кралица Шарлът.
Западната граница е разлома Кралица Шарлът, която продължава по дължина на брега на Аляска и зоната на субдуцкия Каскадия на север, по разлома Сан Андреас през Калифорния, Източнотихоокеанското възвишение в Калифорнийския залив и Средноамериканската падина на юг.
На западния ръб на плочата, древната Фаралонска плоча се подпъхва под Северноамериканската плоча от юра. Тя почти изцяло се е подпъхнала под западната част на Северноамериканската плоча, оставяйки тази част от Северноамериканската плоча в контакт с Тихоокеанската плоча при разлома Сан Андреас. В днешно време плочите Хуан де Фука, Наска, Кокос, Ривера, Експлорер и Горда са остатъците от Фаралонската плоча.
Границата по дължина на Калифорнийския залив е сложна. Под залива е разположена рифтова зона, поредица от рифтови басейни и сегменти на трансформни разломи между северния край на Източнотихоокеанското възвишение при входа на залива и разлома Сан Андреас в близост до Солтън Сий.
Смята се, че част от Северноамериканската плоча се е откъснала и преместила на север, докато Източнотихоокеанското възвишение се е движило на север, като в процеса се е образувал Калифорнийския залив. Обаче, все още не е ясно дали океанската кора източно от възвишението и западно от брега на Мексико всъщност представлява нова плоча, която е започнала да конвергира със Северноамериканската.

## Горещи точки
Няколко горещи точки вероятно съществуват под Северноамериканската плоча. Сред тях най-значими са Йелоустоун (Уайоминг), Хемес (Ню Мексико) и Анахим (Британска Колумбия). За тях се счита, че са се образували от тънка струя гореща мантия, конвектираща нагоре от границата на Гутенберг във вътрешността на Земята, макар някои геолози да считат, че конвекция от горните слоеве на мантията да е по-вероятната причина. Горещите точки Йелоустоун и Анахим вероятно първоначално са се образували по време на миоцен и все още са геологически активни, причинявайки земетресения и изригвания на вулкани. Йелоустоун е най-известна със своята Йелоустоунска калдера, докато Анахим е най-известна с вулканичния си пояс.

## Движение
Като цяло, Северноамериканската плоча се движи грубо в югозападна посока от Средноатлантическия хребет. Движението ѝ не би могло да се поражда от субдукция, тай като никоя част от плочата не се подпъхва, освен малка част при Пуерториканската падина. Следователно, продължават да се изследват други механизми. Едно от последните изследвания предполага, че течение в мантията задвижва плочата.